# إعلان سان مالو

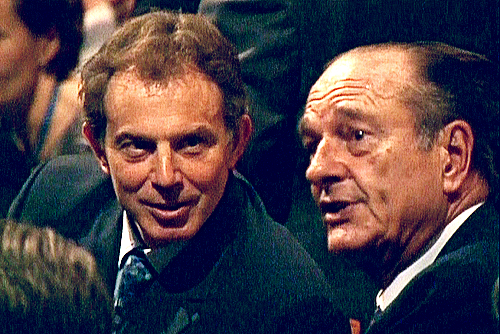
توني بلير وجاك شيراك

إعلان سان مالو كان وثيقة موقعة في ديسمبر 1998 من قبل رئيس الوزراء البريطاني توني بلير والرئيس الفرنسي جاك شيراك، اللذين التقيا لدفع عملية إنشاء سياسة أمنية ودفاعية أوروبية، بما في ذلك قوة عسكرية أوروبية قادرة على العمل المستقل. انعقدت القمة التي تم التوقيع على الوثيقة فيها في منتجع سان مالو الساحلي الفرنسي.
كان إعلان سان مالو رداً على الصراع المسلح في كوسوفو في أواخر التسعينيات، حيث كان يُنظر إلى المجتمع الدولي، وخاصة الاتحاد الأوروبي والدول الأعضاء فيه، على أنه فشل في التدخل لوقف الصراع. بعد مرور عام، كنتيجة مباشرة لقمة سان مالو، تمت صياغة «هدف رئيسي» في هلسنكي، وحدد عام 2003 كموعد مستهدف لتشكيل قوة أوروبية تصل إلى 60.000 جندي.